# Phare sud-est de Block Island
Le phare sud-est de Block Island (en anglais : Block Island Southeast Light), est un phare actif situé sur Mohegan Bluffs (en), des falaises au sud de Block Island une île côtière dans le Comté de Washington (État de Rhode Island).
Il est inscrit au Registre national des lieux historiques depuis le 6 août 1990 et déclaré National Historic Landmark le 25 septembre 1997. Il est l'un des phares les plus sophistiqués sur le plan architectural construits aux États-Unis au XIXe siècle.

## Histoire
Bien que le Congrès ait affecté 9 000 dollars à la construction de ce phare en 1856, les fonds ont été utilisés pour construire un nouveau phare, le phare nord de Block Island, après le ravage de l'ancien par une tempête. Le phare sud-est de Block Island a finalement été construit en 1874, avec une lumière mise en service le 1er février 1875. Il s’agit d’une expression sophistiquée du néo-gothique en brique, qui contrastait nettement avec les phares antérieurs et qui présentaient généralement un aspect plus fonctionnel. La tour principale mesure 20 mètres de haut, avec une fondation octogonale en granit et un extérieur en brique, qui s’élève sur un parapet en fonte et une galerie ouverte autour de la chambre de la lanterne. Celle-ci est surmontée d'un toit en cuivre pyramidal à seize côtés avec ventilateur à bille et paratonnerre. Le toit d'origine était en fonte et a été remplacé en 1994.
La maison du gardien est attachée à la tour par une aile de liaison d'un étage et demi. Il s’agit d’une structure en brique de 2 étages et demi et un toit à pignon fortement incliné avec des fenêtres s’ouvrant dans la ligne de toit. L'aile nord était destinée au gardien, tandis que l'aile sud était destinée à ses assistants. Les seules modifications majeures apportées aux résidences concernent l'introduction de la plomberie moderne (en 1938) et la réparation des dégâts causés par les tempêtes. La toiture était à l'origine recouverte de bardeaux et a été recouverte de bardeaux d'ardoise.
L’optique originale était une lentille de Fresnel de premier ordre d’une hauteur approximative de 3,7 m, avec quatre mèches circulaires mouillées d’huile de saindoux de porc. L'huile de saindoux a été remplacée par le kérosène dans les années 1880. La lentille a été modifiée en 1929 pour pivoter de manière flottante sur un réservoir de mercure, d'abord entraîné par un mécanisme d'horlogerie, qui a été remplacé par un petit moteur électrique.
En 1990, la Garde côtière a désactivé le feu et l'a remplacé par une tour en acier à proximité. En raison de l'érosion continue des falaises, en 1993, la structure entière du phare de 2.000 tonnes a été déplacée d'environ 91 mètres des falaises. Après le déménagement, les garde-côtes ont décidé de ne pas conserver la lentille flottante au mercure en rotation, mais ont plutôt installé la lentille fixe de premier ordre qui avait été retirée en 1980 du phare du cap Lookout. La propriété du phare a été transférée en 1992 à la Southeast Lighthouse Foundation, qui se consacre à sa préservation. il a été remis en service en 1994
Le feu a été inscrit au registre national des lieux historiques en 1990 et a été désigné monument historique national en 1997. Cette dernière désignation a été faite en reconnaissance de son importance historique en tant qu'aide à la navigation et de son architecture sophistiquée. Depuis sa désignation en 1997, il était l’un des douze phares à utiliser une lentille de Fresnel de premier ordre.

### Musée
Le phare abrite un petit musée et une boutique de souvenirs au pied de la tour. La tour est ouverte pendant la saison estivale et propose des visites guidées vers le sommet, moyennant un supplément de dix dollars. Le produit des visites est utilisé pour la restauration du phare.

## Description
Le phare  est une tour octogonale en briques brunes avec une double galerie et une lanterne de 16 m de haut. La tour est non peinte et la lanterne est noire. Il émet jour et nuit, à une hauteur focale de 80 m, un éclat vert d'une seconde par période de 5 secondes. Sa portée est de 20 milles nautiques (environ 37 km).
Il est aussi équipé d'une corne de brume radiocommandée émettant un blast de 3 secondes par période de 30 secondes.

## Caractéristiques dufeu maritime
Fréquence : 5 secondes (G)
- Lumière : 1 seconde
- Obscurité : 4 secondes

Identifiant : ARLHS : USA-062 ; USCG : 1-0640 - Admiralty : J0650 .
|              |
| Block Island |

|                 |
| Le phare actuel |

|                     |
| Lentille de Fresnel |

### Lien connexe
- Liste des phares au Rhode Island
- Phare nord de Block Island